# Pago Youth
Pago Youth ist ein amerikanisch-samoanischer Fußballverein aus der Hauptstadt Pago Pago, der in der FFAS Senior League, der höchsten amerikanisch-samoanischen Fußballliga spielt.

## Geschichte
2008 konnte Pago Youth die FFAS Senior League zum ersten Mal gewinnen. Von der FFAS bekam man dafür die „Panamex Pacific Inc. Perpetual Trophy“, eine Trophäe für den ersten Platz, ein Preisgeld von 500 $ und drei Fußbälle überreicht. Pago Youth gewann bisher achtmal die nationale Meisterschaft und ist Rekordmeister des Landes.

### Zweite Mannschaft
Die Reserve-Mannschaft Pago Youth B spielt derzeit in der zweithöchsten Liga ASFA Soccer League. 2013 gewann die Mannschaft die Meisterschaft der zweiten Liga, da aber der Verband zwei Mannschaften eines Vereins in einer Liga nicht zulässt, stieg der zweitplatzierte FC SKBC auf. Der größte Erfolg neben der 2.-Liga-Meisterschaft war der Achtelfinal-Einzug des Nationalen Pokalwettbewerbes im Mai 2012. Besonders brisant war das Ergebnis, weil die erste Mannschaft in ihrem Spiel im Gegenzug am 2. Divisionär Taputimu Youth scheiterte.

### Erfolge
- FFAS Senior League: 8

2008, 2010, 2011, 2012, 2016, 2017, 2018, 2019

## Stadion
Seine Heimspiele tragen die Frauen und Männermannschaften in den 10.000 Plätze fassenden Pago Park in Pago Pago aus.

## Frauenfußball
Die erste Mannschaft der Frauen spielt in der höchsten Spielklasse Amerikanisch-Samoas, der FFAS Women’s National League. Die Mannschaft gewann den bislang einzigen nationalen Titel in der Saison 2011.